# Büsum 85
Der Typ Büsum 85 ist ein kleinerer Mehrzweckschiffstyp der Büsumer Werft in Büsum.

## Geschichte
Der Schiffstyp wurde  in den 1980er Jahren im Anschluss an den Bau des sehr erfolgreichen und etwas größeren Typ Büsum konzipiert. Die Schiffe der Baureihe sind als universell einsetzbare Küstenmotorschiffe für die mittlere Fahrt ausgelegt. Der Typ Büsum 85 wurde bis zum Ende der Produktion auf der Werft im September 1986 in sechs Einheiten gebaut. Je zwei Schiffe der Baureihe wurden von den Reedereien Jonny Petersen aus Jork, Klaus tom Wörden aus Oldendorf und Hermann Schepers aus Haren/Ems geordert. 

## Technische Beschreibung
Die Typ-Büsum-85-Schiffe haben eine 58 mal elf Meter große Luke, die mit Lukendeckeln des Typs Navire - Lift and Roll verschlossen wird. Als eigenes Ladegeschirr stehen zwei an Backbord angebrachte 25-Tonnen-Kräne zur Verfügung. 
Der MaK 6M453B Viertakt-Diesel-Hauptmotor mit 1470 bis 1780 Kilowatt Leistung bei 600/min treibt über ein Getriebe einen Verstellpropeller und im Seebetrieb außerdem einen Wellengenerator mit einer Leistung von 350 kVA an. Für das elektrische Bordnetz sind neben dem Wellengenerator zwei Hilfsdieselgeneratoren mit je 300 kVA und ein Notgenerator mit 110 kVA E-Leistung eingebaut. Zur Unterstützung der An- und Ablegemanöver steht ein Bugstrahlruder mit 184 kW Leistung zur Verfügung. Das letzte gebaute Schiff, die Karola S erhielt ein höheres Deckshaus, als ihre Vorgänger, was zu einer Verbesserung des Sichtstrahls und einer höheren Containerkapazität an Deck führt (normal: 170 TEU, Karola S.: 204 TEU).
Die Kräne der Valda, der ehemaligen Merlin wurden inzwischen demontiert.

## Schiffe
| Bauname       | Bau- nummer | IMO- Nummer | Ablieferung       | Auftraggeber                | Umbenennungen und Verbleib |
| ------------- | ----------- | ----------- | ----------------- | --------------------------- | --- |
| Kerstin       | 2023        | 8408428     | 14. Dezember 1984 | Jonny Petersen, Jork        | 2003 Alexander Gabriel, 2005 Burakbey, 2008 Meryem Kocabas, 2020 in Fahrt. |
| Urte          | 2024        | 8408430     | 5. Juni 1985      | Jonny Petersen, Jork        | 1993 Burgundia, 1997 Nepline Teratal, 2006 Mentari Citra, 2012 Qanitah, 2020 in Fahrt. |
| Mandala       | 2025        | 8411188     | 15. März 1985     | Klaus tom Wörden, Oldendorf | 1996 MSC Mandala, 1999 Laica Danielsen, 1999 Catania Ocean, 1999 Laica Danielsen, 2000 Dania, 2005 Terry Tres, am 10. Oktober 2012 an der Ostküste von Santa Luzia (Kap Verde) gestrandet und dort verblieben. |
| Merlin        | 2026        | 8411190     | 28. August 1985   | Klaus tom Wörden, Oldendorf | 1997 Medelpad, 2005 Valda, 2013 Rania H, 2019 Princess H, 2020 in Fahrt. |
| Herm Schepers | 2033        | 8421987     | 6. Dezember 1985  | Hermann Schepers, Haren/Ems | 1994 Herm, 1996 Songo, 2010 Maria Queen, 2020 in Fahrt. |
| Karola S.     | 2034        | 8504935     | Juni 1986         | Hermann Schepers, Haren/Ems | 1991 Jetty, 1996 Pemba, 2007 Silvy, 2019 Fleet, 2020 in Fahrt. |